# Louise Hervieu
Pour les articles homonymes, voir Hervieu.
 (décembre 2020).
Si vous disposez d'ouvrages ou d'articles de référence ou si vous connaissez des sites web de qualité traitant du thème abordé ici, merci de compléter l'article en donnant les références utiles à sa vérifiabilité et en les liant à la section « Notes et références ».
Louise Hervieu, née à Alençon le 26 octobre 1878 et morte à Versailles le 11 septembre 1954 , est une artiste peintre, dessinatrice, lithographe et écrivaine française.

## Biographie
Syphilitique de naissance, de santé très fragile, Louise Hervieu révèle dès l’enfance un don pour le dessin. Découragée après l’échec de son unique exposition de peinture à l’huile, en 1910, elle abandonne la peinture au profit du dessin et de la lithographie. Elle illustre les Fleurs du mal et le Spleen de Paris de Baudelaire. Elle publie des recueils de dessins et des romans qu’elle émaille de ses illustrations. Elle est une proche du peintre Edmond-Marie Poullain, chez qui elle se déplace à plusieurs reprises, à Bréhal. En 1915, l’affaiblissement de sa vue la contraint à passer de la couleur au noir et blanc. Valoriste raffinée, sa technique de dessin au lavis ou au fusain se caractérise par l'arrachage de certaines parties de la surface de l'œuvre pour obtenir des nuances claires en faisant réapparaître le blanc du papier.
Elle a participé aux expositions de groupe organisées par la Société des Femmes Artistes Modernes (FAM), créée en 1931 par Marie-Anne Camax-Zoegger. Elle est présente sur la liste des artistes de l'exposition de 1935 à la Galerie Bernheim-Jeune.
L’une de ses œuvres littéraires, le Bon Vouloir, est couronnée par l’Académie française et une autre, Sangs, reçoit le prix Femina en 1936. Ce prix lui permet de donner une grande publicité au combat qu’elle mena durant toute sa vie contre ce fléau qui la fit souffrir constamment.
C’est à Louise Hervieu que l’on doit également l’attribution, obtenue de haute lutte en 1938, d’un « carnet de santé », par les pouvoirs publics, à tout nouveau-né, et dans lequel auraient été inscrits les antécédents des parents, puis tous les soins, toutes les maladies de l’enfant, puis de l’adulte jusqu’à son décès, pour servir à son tour à maintenir en santé ses enfants et ses petits-enfants. L’Association Louise Hervieu pour l’établissement du carnet de Santé, voit le jour dans ce but. Le 1er juin 1939, enfin, un arrêté ministériel institue, à l’usage des citoyens français, le carnet de santé.
Une rétrospective de ses œuvres avec celles de Suzanne Valadon et de Marie-Anne Camax-Zoegger est organisée au Musée Galliéra de Paris, en 1961.

## Œuvres littéraires

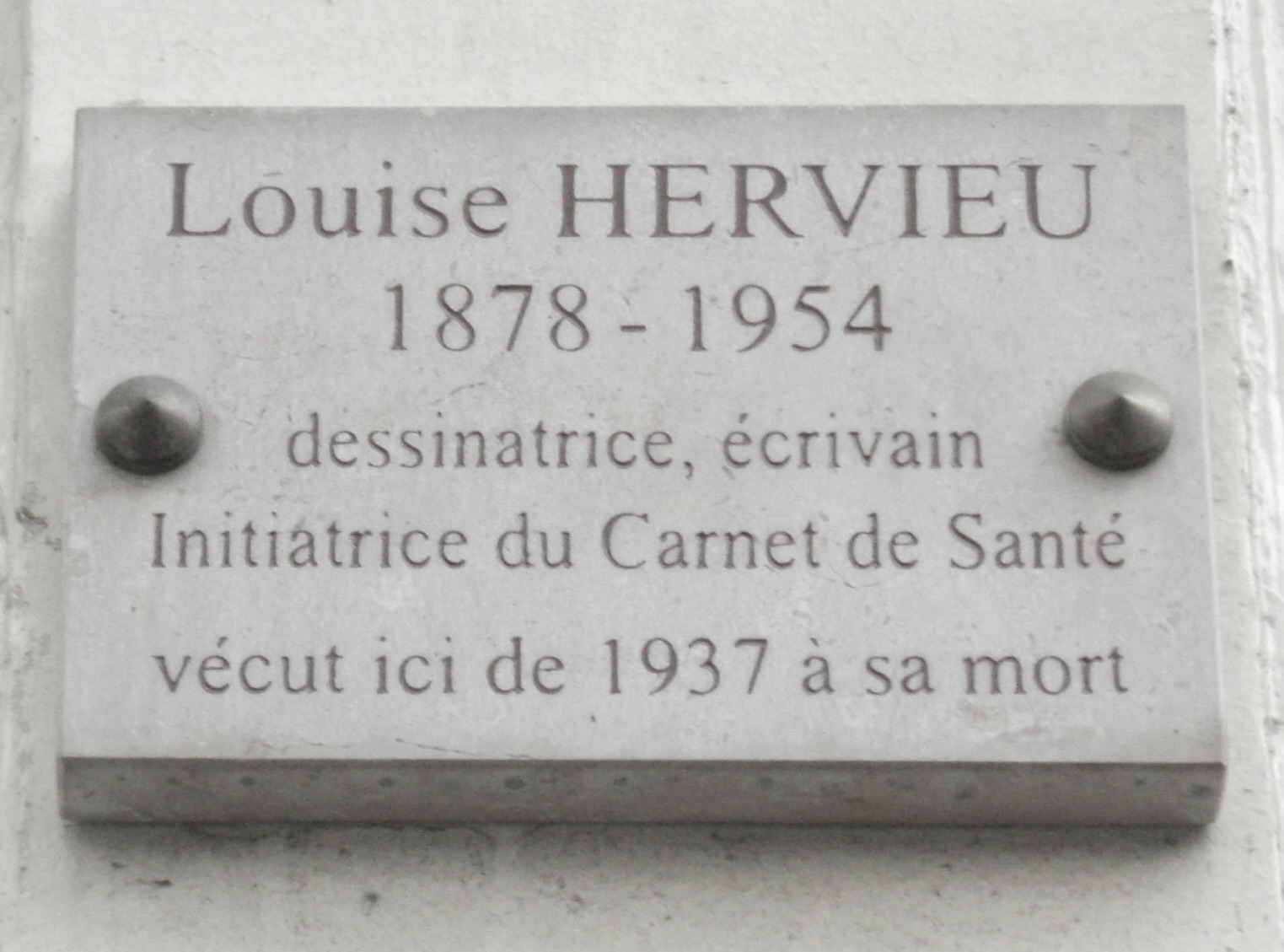
Plaque apposée au n° 55 de la rue du Cherche-Midi dans le 6e arrondissement de Paris, où elle vécut.

- Entretiens sur le dessin avec Geneviève, Bernheim-Jeune, Paris, 1921
- Le Bon Vouloir, Librairie de France, Paris, 1927, couronné par l’Académie française
- L’Âme du cirque, illustrations de Edmond Heuzé, Librairie de France, Paris, 1924
- Montsouris, Émile-Paul Frères, Paris, 1928 (réédité en 2025, aux éditions des Véliplanchistes, 978-2-492550-11-9).
- Sangs, Denoël et Steele, Paris, 1936, prix Femina
- Le Crime, Denoël, Paris, 1937
- Lettres à Lucy Krohg, Association, 1942
- Le malade vous parle, Denoël, Paris, 1943
- La Rose de sang, ou Le Printemps de la jeune Heredote, P. Cailler, Genève, 1953

## Œuvres picturales

### Illustrations
- Vingt nus, Librairie de France, Paris
- Les Fleurs du mal, Ollendorff, Paris, 1920
- Poèmes de Baudelaire, illustrations et préface de Louise Hervieu, Textes Prétextes, Paris, 1946
- Réminiscences, Compagnie française des arts graphiques, Paris, 1946
- Liturgies intimes, Paul Verlaine, illustrations de Louise Hervieu, Éditions Manuel Bruker, 1948

### Musée d’art moderne de la ville de Paris
(Catalogue en ligne.[réf. nécessaire])
- Dédié à Baudelaire, avant 1922
- Le Christ enchainé de Suippes, avant 1922
- Nu dans un intérieur renaissance, avant 1925
- La madeleine et le philosophe, avant 1927
- Nu dans un intérieur de style, avant 1927
- Choix de coquillages, avant 1931
- Fleurs de cerisier, 1934
- Tête de clown, 1934
- Noir sur noir, 1934
- Fruits, 1934
- Vieux dieux chinois, 1934
- Massacre de cerf, 1934
- La pendule, avant 1939
- Les pommes, vers 1941
- Les poires, vers 1941
- Le salon du carnet de santé
- Plumes
- Femme malade

### Musée du Louvre, département des arts graphiques
- Coquillages et colliers, RF 36812, recto
- Nœud noir et plume d'autruche blanche, RF 40961, recto
- Vieille paysanne assise, de face, en train de coudre, RF 28788, recto

## Hommage
En 2016, une voie du 12e arrondissement de Paris prend le nom de rue Louise-Hervieu.